# لورن پردیو
لورن پردیو (به انگلیسی: Lauren Perdue) (زادهٔ ۲۵ ژوئن ۱۹۹۱) شناگر اهل ایالات متحده آمریکا است.